# Banc Rifleman
Le banc Rifleman (en anglais Rifleman Bank, en vietnamien Bãi Vũng Mây, en mandarin Nánwēi tān (en sinogrammes 南薇滩)), est un atoll de corail situé au sud-ouest des îles Spratleys en mer de Chine méridionale,,.

## Géographie
Le banc Rifleman est un atoll complètement submergé, situé à 260 milles marins au sud-est du continent vietnamien, à 94 milles marins à l'est du banc Vanguard, à 40 milles marins au sud de l'île Spratley et à 70 milles marins à l'ouest de le caye Amboyna et 230 milles marins au nord-ouest de l'île de Bornéo.
L'atoll s'étend sur plus de 50 km le long de l'axe du nord-est au sud-ouest de 7°31'N à 7°57'N, s'étendant sur 20 km le long de l'axe d'ouest en est de 111°32'E à 111° 46'E,. Si on l'observe depuis l'espace, la surface visible du récif semble fragmentaire, n'occupant qu'une superficie de 59,65 km2, mais si on l'observe à de plus grandes profondeurs, le bord corallien peut encore être continu.
De nombreux bancs peu profonds sur le récif de corail ont été nommées, comme le récif Bombay Castle, le banc Orleana (en vietnamien Bãi Đất), le banc Kingston (en vietnamien Bãi Đinh), le banc Bãi Kim Phụng, le banc Bãi Đại Nội, le banc Bãi Ngự Bình, le banc Johnson Patch, etc. avec une profondeur de 3 à 11 mètres,. L'endroit le moins profond du banc Rifleman est le récif Bombay Castle, avec une profondeur de 3,2 mètres. À l'intérieur du bord de corail se trouve un lagon marin qui occupe une superficie de 661,74 km2. Les récifs peu profonds du banc Rifleman sont composés de sable et de corail.

## Infrastructures

### Plateformes
Sur le récif Bombay Castle (en vietnamien Đá Ba Kè), sur le banc Orleana (en vietnamien Bãi Đất) et sur le banc Kingston (en vietnamien Bãi Đinh) appartenant au banc Rifleman (en vietnamien Bãi Vũng Mây), le Viêt Nam a érigé trois structures en acier appelées plates-formes DK1 depuis 1989. « DK » est l'abréviation initiale de Dịch vụ - Khoa học kỹ thuật (en français « Service - Science et Technologie »), tandis que le chiffre « 1 » fait référence aux plates-formes situées dans le cercle le plus extérieur, le plus éloigné du continent. Bien que situés sur des hauts-fonds différents, les rigs sont tous appelés rigs Ba Kè.
- Plateforme DK1/9 (maison de forage Ba Kè B ou Ba Kè 2) : achevée le 22 août 1993, près du récif Bombay Castle ;
- Plateforme DK1/20 (maison de forage Ba Kè C ou Ba Kè 3) : achevée le 13 août 1998 ;
- Plateforme DK1/21 (maison de forage Ba Kè D ou Ba Kè 4) : achevée le 19 août 1998.

Quant à la plateforme DK1/4 (maison de forage Ba Kè A ou Ba Kè 1), elle a été achevée le 16 juin 1989 mais a été détruite par une tempête dans la nuit du 4 décembre 1990.
Plus tard, le modèle de maison de forage a été repensé, plus spacieux et plus robuste, avec une structure continue suivant le modèle d'une plateforme de forage en eau profonde.
Actuellement, ces plates-formes sont contrôlées par la 171e brigade du commandement de la région 2 de la Marine populaire vietnamienne,.

### Phare
Bombay Castle (en vietnamien Đá Ba Kè) possède un phare de 22,5 mètres de haut sur pilotis en acier qui a été construit en 1995. Le phare est à deux étages, avec un logement pour les gardiens de phare et une antenne parabolique. Le phare a une portée de 10 milles marins le jour et de 12 milles marins la nuit. Lumière blanche, 3+1 flashs groupés, cycle de 12 secondes. Le numéro de l'Amirauté est F2825.19.
En outre, il y a deux autres phares sur le banc Orleana (en vietnamien Bãi Đất) et sur le banc Kingston (en vietnamien Bãi Đinh), tous deux de 22,5 mètres de haut avec une lumière blanche et des caractéristiques lumineuses inconnues. Les numéros de l'Amirauté sont F2825.191 et F2825.1911.

## Revendication de souveraineté

### Contenu des revendications
Comme pour toutes les îles Spratleys, la propriété du récif est contestée. Le banc Rifleman est occupé par le Viêt Nam et revendiqué par la Chine, Taïwan et Brunei.

#### Viêt Nam
Administrativement, le banc Rifleman appartient à la juridiction de la province de Bà Rịa-Vũng Tàu.
Le Viêt Nam estime que, sur la base de l'article 60 de la Convention des Nations unies sur le droit de la mer de 1982 (CNUDM 1982), les réglementations sur les îles artificielles, les équipements et les structures dans la zone économique exclusive et les réglementations de l'article 80 sur les îles, les îles artificielles, les installations et structures sur le plateau continental, le Viêt Nam a le droit exclusif de construire, d'autoriser et de réglementer la construction, l'exploitation et l'utilisation d'îles artificielles, d'installations et de structures utilisées aux fins envisagées à l'article 56 de la CNUDM 1982 ou à d'autres fins économiques dans la zone économique exclusive et plateau continental. Le Viêt Nam a déclaré qu’il n’avait pas intentionnellement transformé les récifs de son plateau continental sud [y compris le banc Rifleman] en îles émergées et qu’il ne les avait pas attribués à l’archipel des îles Spratleys, et a rejeté cette attribution.

#### Chine
La république populaire de Chine et Taïwan estiment que le banc Rifleman appartient à l'archipel des îles Nansha
En 1935, la république de Chine a publié « Contraste des noms chinois-anglais des îles de la mer de Chine méridionale de Chine », qui a translittéré le nom anglais Rifleman Bank en chinois par 來福門灘 (Lái fú mén tān). En 1947, le ministère de l'Intérieur de la république de Chine a changé le nom chinois de ce récif en 南薇灘 (Nánwēi tān, récif Nánwēi). Le nom Nánwēi tān est continuellement reconnu et utilisé par la république populaire de Chine depuis 1983,.

#### Brunei
Brunei le revendique en arguant que le banc Rifleman appartient à leur plateau continental étendu. Une carte publiée par Brunei en 1988 montre que le plateau continental étendu du pays, long de 350 milles marins, couvre le banc Rifleman. La demande du Brunei est considérée comme incompatible avec la CNUDM car son plateau continental est interrompu par le creux de la mer de Palawan oriental,.

### Droit public international
- Contrairement aux îles, les entités submergées ne peuvent pas revendiquer individuellement la souveraineté, à moins qu'il puisse être prouvé qu'elles sont situées dans les eaux historiques ou dans la zone économique exclusive de l'île[23],[24],[25].
- Le plateau continental ne fait pas partie du territoire national, en d'autres termes, les États côtiers n'ont pas de souveraineté sur le plateau continental[26]. Selon l'article 77 de la Convention des Nations unies sur le droit de la mer de 1982 (CNUDM 1982), les États côtiers n'exercent des droits souverains qu'en termes d'exploration et d'exploitation de leurs ressources naturelles. L'exercice de droits souverains par un État côtier ne doit pas causer de dommages à la navigation ou à d'autres droits et libertés d'autres États reconnus par la CNUDM. Selon l'article 79 de la CNUDM 1982, d'autres pays ont le droit d'installer des câbles et des pipelines sous-marins sur le plateau continental mais ont besoin de l'accord de l'État côtier[27].